# Liste der Straßennamen von Memmingen

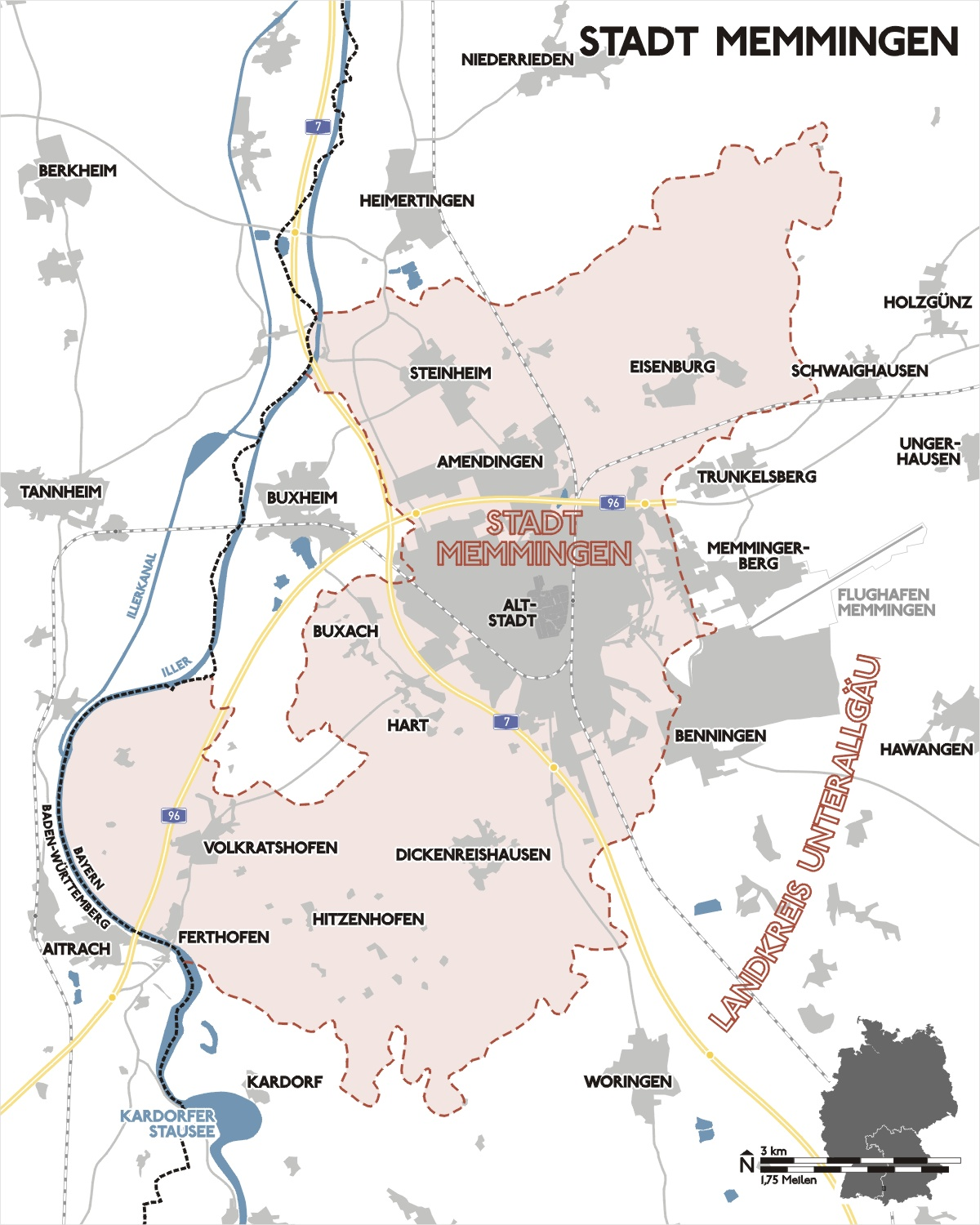
Übersichtskarte der Stadt Memmingen

Die Liste der Straßennamen von Memmingen listet alle Straßennamen von Memmingen und den Ortsteilen auf. Die erste Spalte benennt den Straßennamen. Bei der Stadt Memmingen wird zusätzlich in der zweiten Spalte die Himmelsrichtung, in der die Straße liegt, angegeben. Die dritte Spalte führt das Stadtviertel auf. Die letzte Spalte beschreibt, wonach die Straßen benannt wurden.

## Memmingen
| Straßenname               | Lage                                                                                             | Stadtviertel                        | Namensbeschreibung | Bild |
| ------------------------- | ------------------------------------------------------------------------------------------------ | ----------------------------------- | --- | ---- |
| Ahornweg                  | Nordwesten                                                                                       | Baumviertel                         | Der Ahornweg ist eine Stichstraße im sogenannten Baumviertel. Er ist nach der Baumgattung Ahorn benannt. |      |
| Adenauerring              | Nordwesten                                                                                       |                                     | Der Adenauerring ist eine Ringstraße, nach Konrad Adenauer benannt. |      |
| Aldringenstraße           | Westen, Verbindung zwischen der Wallensteinstraße und der Bodenseestraße                         |                                     | Die Aldringerstraße ist benannt nach Johann von Aldringen, einem kaiserlicher General, welcher 1633 die Stadt Memmingen einnahm. |      |
| Allgäuer Straße           | Süden, Kempter Tor bis zur südlichen Stadtgrenze                                                 |                                     | Benannt nach der Landschaft Allgäu, welche etwa 20 Kilometer vor der Stadt beginnt. |      |
| Alpenstraße               | Südosten, führt von der Riedbachstraße nach Süden bis zur Stadtgrenze                            |                                     | Die Alpenstraße ist nach dem Blick auf die Alpen benannt, welchen man vor der Bebauung von dort aus hatte. |      |
| Altbachweg                | Norden, Ringweg an der Colmarer Straße                                                           |                                     | Der Altbachweg ist nach einem alten Flurnamen im Bereich des Stadtbaches benannt. |      |
| Altvaterstraße            | Westen                                                                                           |                                     | Benannt nach dem Altvatergebirge im Sudetenland. |      |
| Am Einlaß                 | Altstadt                                                                                         |                                     | Benannt nach dem Stadttor Einlaß. |      |
| Am Galgenberg             | Süden, verbindet die Allgäuer Straße mit dem Dickenreiser Weg                                    |                                     | Benannt nach dem seit 1762 südlich der Straße stehenden reichsstädtischen Galgen. |      |
| Am Güterbahnhof           | Südosten, bei der Luitpoldstraßenunterführung                                                    |                                     | Die Straße ist nach dem seit 1907 an dieser Stelle befindlichen Güterbahnhof benannt. |      |
| Am Judenfriedhof          | Nordosten                                                                                        |                                     | Benannt nach dem Memminger Judenfriedhof |      |
| Am Karpfengarten          | Osten, Stichstraße von der Kohlschanzstraße nach Osten                                           |                                     | Benannt nach der ehemaligen Gartenwirtschaft des Gasthauses „Zum Karpfen“ am alten Bahnübergang der Bahnstrecke Memmingen-Augsburg. |      |
| Am Kuhberg                | Norden, vor dem Ulmer Tor nach Osten gehend                                                      |                                     | Der Kuhberg ist ein alter Triebweg für die ehemaligen Stadtbauern. |      |
| Am Luginsland             | Norden, vor dem Bettelturm                                                                       |                                     | Benannt nach dem ehemaligen Stadtturm Luginsland, der an der Straße bis 1806 stand. |      |
| Am Scheidgraben           | Nordosten, Verkehrsverteiler                                                                     |                                     | Am Scheidgraben ist nach einem alten Flurnamen zwischen den alemannischen Siedlungen Amendingen und Memmingerberg benannt. |      |
| Am Stadion                | Westen                                                                                           |                                     | Benannt nach den Memminger Sportanlagen, welche an dieser Straße stehen. |      |
| Am Stadtweiher            | Südosten                                                                                         |                                     | Am Stadtweiher wurde nach einem alten Damm benannt, der bis in die Mitte des 18. Jahrhunderts die Buxach bis fast nach Dickenreishausen aufstaute. |      |
| Am Vogelsbrunnen          | Nordosten, zwischen der Bahnlinie und dem Schumacherring                                         |                                     | Am Vogelsbrunnen wurde nach einem alten Flurnamen für eine Quelle benannt. |      |
| Am Ziegeltörle            | Osten, südlich der Augsburger Straße                                                             |                                     | Am Ziegeltörle wurde nach dem ehemaligen Torbogen zum reichsstädtischen Ziegelstadel benannt. |      |
| Am Zwirner                | Nordwesten                                                                                       |                                     | Am Zwirner wurde nach einem alten Flurnamen für einen quergehenden Ackerstreifen benannt. |      |
| An der Hohen Wacht        | Altstadt, vom Kempter Tor bis zur Weberstraße                                                    |                                     | Benannt nach der Hohen Wacht; war von 1530 bis 1600 die stärkste Befestigung an der Stadtmauer. |      |
| An der Kaserne            | Altstadt, von der Weberstraße bis zum Lindauer Tor                                               |                                     | Benannt nach der roten und schwarzen Kaserne, welche die Bayern 1702 erbauten. |      |
| An der Mauer              | Altstadt, vom Lindauer Tor bis zum Schweizerberg                                                 |                                     | Benannt nach der westlichen Stadtmauer. |      |
| An der Neumühle           | Norden, an der Donaustraße                                                                       |                                     | Hier stand seit etwa 1500 die Neumühle, einst im Besitz der Patrizierfamilie Stebenhaber. |      |
| An der Oberen Falle       | Osten, zwischen Benninger Straße und Wasserwerksweg                                              |                                     | Eine der für die Bachreinigung am Fischertag wichtigen Fallen, auch Schützenwehre genannt, durch deren Leitungssystem der Stadtbach abgelassen wird. |      |
| An der Papiermühle        | Osten, an der Münchner Straße                                                                    |                                     | Standort der 1478 von Peter Fort aus Genf gegründeten Papiermühle. |      |
| Anemonenweg               | Nordosten                                                                                        | Blumenviertel                       | Nach der Pflanzengattung Anemone benannt. |      |
| Anhalter Weg              | Nordwesten                                                                                       |                                     | Nach der mitteldeutschen Landschaft Anhalt benannt. |      |
| Anschützstraße            | Süden, an der Allgäuer Straße                                                                    |                                     | Nach Hermann Anschütz-Kaempfe, dem Erfinder des Kreiselkompasses, ehemals wohnhaft in Schloss Lautrach, benannt. |      |
| Antoniergasse             | Osten, verbindet die Augsburger Straße mit der Bergermühlstraße                                  |                                     | Nach dem Klosterorden der Antoniter, in Memmingen Antonier genannt, benannt. |      |
| Apothekergäßle            | Altstadt, hinter der Elefanten-Apotheke entlang der alten Welfenstadtstadtmauer verlaufend       |                                     | Nach der dort befindlichen Elefanten-Apotheke benannt. |      |
| Aspenweg                  | Nordosten, zwischen Schlachthof- und Sandstraße                                                  |                                     | Nach dem Aspenbad, eines der reichsstädt. Heilbäder, das hier am Südrand des Eisenburger Waldes gelegen war, benannt. Der Weg dorthin ist ein Teil der Straße.                                                                                                |      |
| Asternweg                 | Nordwesten                                                                                       | Blumenviertel                       | Benannt nach der Pflanzengattung Astern. |      |
| Auf dem Neubruch          | Süden, am Dickenreiser Weg                                                                       |                                     | Diese Hochebene wurde 1562 zu neuem Ackerland umgebrochen. |      |
| Auf der Nudelburg         | Südwesten, am Kaisergraben                                                                       |                                     | Der Merianstich von 1634 zeigt im Graben unter der Hohen Wacht ein kleineres rundes Vorwerk, für das sich schon sehr früh der Name „Nudelburg“ eingeführt hat.                                                                                                |      |
| Augsburger Straße         | Osten, vom ehemaligen Kalchtor bis zur Stadtgrenze                                               |                                     | Die Augsburger Straße wurde nach dem Weg nach Augsburg benannt. |      |
| Augustinergasse           | Osten                                                                                            |                                     | Nach den Augustiner-Eremiten im Augustinerkloster am Marktplatz benannt. |      |
| Babenbergerstraße         | Westen, zwischen Bismarck- und Buxacher Straße                                                   |                                     | Nach dem mittelalterlichen Hochadelsgeschlecht der Babenberger benannt. |      |
| Badgasse                  | Altstadt                                                                                         |                                     | Nach dem ehemaligen Steinbogenbad benannt. |      |
| Bahnhofstraße             | Osten, vor der östlichen Stadtmauer                                                              |                                     | Vom ehemaligen Kalchtor bis zur Luitpoldstraße. |      |
| Baltenplatz               | Osten, an der Münchner Straße                                                                    | Baltensiedlung                      | Hauptplatz der sogenannten Baltensiedlung, die 1952 zur Aufnahme geflüchteter Balten gebaut wurde. |      |
| Bärengasse                | Altstadt, zwischen Kramerstraße und Seelhausgasse                                                |                                     | Nach dem ehemaligen Gasthaus Zum goldenen Bären benannt. |      |
| Bäßlerstraße              | Nordwesten                                                                                       | Unteresch                           | Benannt nach Karl Bäßler aus Memmingen, Direktor des Deutschen Museums in München. |      |
| Bauernjörgweg             | Westen, zwischen Frundsbergstraße und Peutingerweg                                               |                                     | Ein nach Georg Truchsess von Waldburg-Zeil, auch „Bauernjörg“ genannt, benannter Weg. |      |
| Bauerntanzgasse           | Altstadt, an der Herrenstraße                                                                    |                                     | Nach der benachbarten Gaststätte Bauerntanz benannt. |      |
| Baumerweg                 | Westen                                                                                           | Mitteresch                          | Nach Johann Michael Baumer benannt, einem Memminger Stadtchronisten im 18. Jahrhundert. |      |
| Baumschulweg              | Norden, zwischen Donau- und Strigelstraße                                                        |                                     | Benannt nach der bis 1918 bestehenden Baumschule der Gärtnerei Schönmetzer. |      |
| Baumstraße                | Altstadt, zwischen Schrannenplatz und Weberstraße                                                |                                     | Benannt nach dem Gasthaus Zum Grünen Baum. |      |
| Bayernring                | Osten, Verbindungsstraße von der Münchner Straße zur Benninger Straße                            |                                     | Benannt nach dem Bundesland Bayern. |      |
| Beethovenstraße           | Nordosten                                                                                        | Musikerviertel                      | Benannt nach Ludwig van Beethoven. |      |
| Behringerstraße           | Westen, verbindet die Buxacher Straße mit der Eduard-Flach-Straße                                |                                     | Benannt nach dem königlichen Apellationsgerichtsrat, Landtagsabgeordneten, Reichstagsabgeordneten und Memminger Ehrenbürger Wilhelm von Behringer. |      |
| Benninger Straße          | Südosten, von der Augsburger Straße bis zur Stadtgrenze                                          |                                     | Benannt nach dem Nachbardorf Benningen. |      |
| Bergermühlstraße          | Osten, zwischen der Benninger Straße und Memmingerberg                                           |                                     | Nach der am Westrand des Ortes Memmingerberg stehenden Bergermühle benannt. |      |
| Bergerstraße              | Südosten, zwischen Augsburger- und Bergermühlstraße                                              |                                     | Die frühere Hauptverbindungsstraße nach dem früher nur Berg genannten Memmingerberg. |      |
| Bernadotteweg             | Nordosten, zwischen Albert-Schweitzer-Straße und Nansenstraße                                    |                                     | Nach Graf Folke Bernadotte benannt. |      |
| Besemfelderweg            | Westen                                                                                           | Unteresch                           | Nach Oscar Besemfelder (1893–1965) benannt, Memminger Bürgerssohn und der letzte große deutsche Lautensänger. |      |
| Bessererstraße            | Südwesten, zwischen Crusiusstraße und Hindenburgring                                             |                                     | Nach der bedeutenden Memminger Patrizierfamilie Besserer des 15. und 16. Jahrhunderts benannt. |      |
| Bilgeristraße             | Westen                                                                                           |                                     | Nach dem Missionsbischof Aurelian Bilgeri benannt. |      |
| Birkenweg                 | Süden, zwischen der Allgäuer Straße und der Illertalbahn                                         |                                     | Nach der Pflanzengattung Birke benannt. |      |
| Bisch.-v.Ketteler-Platz   | Westen                                                                                           | Berliner Freiheit                   | Benannt nach Wilhelm Freiherr von Ketteler. |      |
| Bismarckstraße            | Westen, vom St.-Josefs-Kirch-Platz bis zur Frundsbergstraße                                      |                                     | Nach Otto von Bismarck benannt. |      |
| Blattergasse              | Osten, zwischen Benninger- und Antonierstraße                                                    |                                     | Am Ostende der Straße war das reichsstädtische Siechen- und Blatternhaus bis in das 18. Jahrhundert. |      |
| Blumengäßle               | Altstadt, zwischen Weberstraße und An der Kaserne                                                |                                     | Benannt nach einer ehemaligen, dort ansässigen Gärtnerei. |      |
| Bodenehrweg               | Nordwesten, zwischen Nordweg und Merianstraße                                                    |                                     | Benannt nach Gabriel Bodenehr, Kupferstecher aus Augsburg im 18. Jahrhundert, der einige Memminger Pläne und Karten gestochen hat. |      |
| Bodenseestraße            | Westen, vom Lindauer Tor bis zur Stadtgrenze                                                     |                                     | Ehemalige Bundesstraße 18 nach Lindau (Bodensee). |      |
| Bonriedergasse            | Altstadt, zwischen Maximilianstraße und Kuttelgasse                                              |                                     | Benannt nach einer Familie Bonrieder, die hier im 17. und 18. Jahrhundert ansässig war. |      |
| Brahmsstraße              | Nordosten, zwischen Schumacherring und Schumannstraße                                            |                                     | Benannt nach dem deutschen Komponisten Johannes Brahms. |      |
| Brandenburger Straße      | Westen                                                                                           | Berliner Freiheit                   | Benannt nach der Stadt Brandenburg. |      |
| Brandströmweg             | Osten, Stichstraße von der Albert-Schweitzer-Straße                                              |                                     | Benannt nach Elsa Brandström. |      |
| Braunstraße               | Westen, zwischen Buxacher- und Buxheimer Straße                                                  |                                     | Benannt nach Fritz Braun, Oberbürgermeister und Ehrenbürger der Stadt Memmingen. |      |
| Bretschergäßle            | Altstadt, zwischen Baumstraße und Tannengasse                                                    |                                     | Benannt nach einer Familie Bretscher, die hier im 17. Jahrhundert ansässig war. Die Berufsbezeichnung Bretscher stand für Schwertmacher. |      |
| Brückenstraße             | Osten, zwischen Schießstattstraße und Wasserwerkweg                                              |                                     | Ehemalige Brückenstelle über den Wasserlauf zur Oberen Falle. |      |
| Brucknerstraße            | Norden, Erschließungsstraße zur nördlichen Waldfriedhofstraße                                    |                                     | Benannt nach dem Komponisten Anton Bruckner. |      |
| Brühlweg                  | Süden, von der Luitpoldstraße als Sackgasse                                                      |                                     | Bezeichnung für eine feuchte und sumpfige Wiesenstelle. |      |
| Buchdruckergasse          | Altstadt, zwischen Herrenstraße und der Unteren Bachgasse                                        |                                     | Benannt nach der im 18. Jahrhundert dort ansässigen Druckerei Rehm & Fischbach. |      |
| Buchenstraße              | Nordwesten                                                                                       | Baumviertel                         | Benannt nach der Baumart Buche. |      |
| Burkhartstraße            | Osten, zwischen Berger- und Mammostraße                                                          |                                     | Benannt nach Herzog Burchard III. von Schwaben, auch Burkhart genannt. |      |
| Buxacher Straße           | Westen, zwischen dem Wester Tor und der Stadtgrenze                                              |                                     | Benannt nach dem seit Jahrhunderten zur Stadt gehörenden Pfarrdorf Buxach. |      |
| Buxheimer Straße          | Westen, vom Dr.-Berndl-Platz zur Stadtgrenze                                                     |                                     | Verbindet die Stadt Memmingen mit der westlich gelegenen Gemeinde Buxheim. |      |
| Chemnitzer Straße         | Nordwesten, zwischen Braunstraße und Dresdener Straße                                            | Berliner Freiheit                   | Benannt nach der sächsischen Stadt Chemnitz. |      |
| Claussweg                 | Südwesten, Stichstraße von der Stadtweiherstraße                                                 |                                     | Benannt nach Friedrich Clauß. |      |
| Colmarer Straße           | Norden, zwischen Saarlandstraße und Schumacherring                                               |                                     | Die Colmarerstraße wurde nach der Stadt Colmar im Elsass benannt. Früher hieß die Straße auch Amendinger Straße, bis die Stadt die Straße im Zuge der Städtefreundschaft mit Colmar umbenannte.                                                               |      |
| Crusiusstraße             | Südwesten, zwischen Bodensee- und Beyfriedstraße                                                 |                                     | Benannt nach Dr. Martin Crusius. |      |
| Dahlienweg                | Westen                                                                                           | Blumenviertel                       | Benannt nach der Pflanzengattung Dahlien. |      |
| Danneckerweg              | Westen, Stichstraße der Riedmillerstraße                                                         |                                     | Benannt nach dem Memminger Stadtrat Georg Dannecker (1882–1955). |      |
| Danziger Straße           | Süden, zwischen der Römer- und Königsberger Straße                                               |                                     | Nach der ostpreußischen Stadt Danzig benannt. |      |
| Daumillerweg              | Westen                                                                                           | Mitteresch                          | Benannt nach der Memminger Patrizierfamilie, insbesondere nach dem Oberkirchenrat Oscar Daumiller (1882–1970) und dem Bildhauer Gustav Adolf Daumiller. |      |
| Dickenreiser Weg          | Süden, vom Schanzmeister bis zum Dickenreiser Wald                                               |                                     | Lindenallee in Richtung Dickenreis. |      |
| Dobelhalde                | Westen, zwischen Pitalmühlweg und Mittereschweg                                                  |                                     | Benannt nach Friedrich Dobel. |      |
| Dochtermannstraße         | Westen                                                                                           | Mitteresch                          | Benannt nach Sebastian Dochtermann, Memminger Chronist des 30jähr. Krieges. |      |
| Döderleinweg              | Südwesten, zwischen Dickenreiser Weg und Pulvermühlstraße                                        |                                     | Benannt nach Friedrich Döderlein. |      |
| Don-Bosco-Weg             | Nordwesten, zwischen Iller- und Zinggstraße                                                      |                                     | Benannt nach Don Giovanni Bosco. Der Don-Bosco-Orden betreibt das Marianum im benachbarten Buxheim. |      |
| Donaustraße               | Norden, vom Ulmer Tor bis zur Stadtgrenze                                                        |                                     | Verläuft in Richtung Norden, der Donau zu. |      |
| Dörflerstraße             | Westen, zwischen Behringer- und Wagnerstraße                                                     |                                     | Benannt nach Peter Dörfler. |      |
| Dornierstraße             | Süden, zwischen Pfaffenwinkel und Allgäuer Straße                                                |                                     | Benannt nach Claude Dornier. |      |
| Dorpatweg                 | Osten                                                                                            | Baltensiedlung                      | Nach der baltischen Universitätsstadt Dorpat benannt. |      |
| Dr.-Berndl-Platz          | Nordwesten, Platz der Kreuzung Ebertring-Adenauerring/Dr.-Berndl-Straße-Buxheimer Straße         |                                     | Benannt nach Dr. Heinrich Berndl, Oberbürgermeister und Ehrenbürger der Stadt Memmingen. |      |
| Dr.-Berndl-Straße         | Nordwesten, zwischen Buxacher Straße und Ebertring                                               |                                     | Benannt nach Dr. Heinrich Berndl, Oberbürgermeister und Ehrenbürger der Stadt Memmingen. |      |
| Dr.-Gertrud-Otto-Straße   | Süden                                                                                            | Römersiedlung                       | Benannt nach Dr. Gertrud Otto, Lehrerin am Vöhlingymnasium. Sie war maßgebliche Biografin des Memminger Malers Bernhard Strigel. |      |
| Dr.-Huber-Straße          | Westen, zwischen Buxacher- und Eduard-Flach-Straße                                               |                                     | Benannt nach Dr. Christoph Huber. |      |
| Dr.-Miedel-Straße         | Westen, zwischen Buxacher- und Eduard-Flach-Straße                                               |                                     | Benannt nach Dr. Julius Miedel. |      |
| Drei-Tannen-Weg           | Westen, zwischen Eschhaldenweg und Bodenseestraße                                                |                                     | Benannt nach einer dreiarmigen Kandelabertanne, die am dortigen alten Rodel- und Skiabhang stand. |      |
| Dresdener Straße          | Westen, zwischen Braunstraße und Bischof-v.Ketteler-Platz                                        | Berliner Freiheit                   | Benannt nach der sächsischen Landeshauptstadt Dresden. |      |
| Drususstraße              | Osten, zwischen Lantfritstraße und Mammostraße                                                   |                                     | Benannt nach dem Sohn des römischen Kaisers Augustus, Drusus. |      |
| Dunantstraße              | Nordosten, zwischen Müncner- und Albert-Schweitzer-Straße                                        |                                     | Benannt nach Henri Dunant. |      |
| Düttelstraße              | Osten, zwischen Schießstatt- und Kneippstraße                                                    |                                     | Benannt nach Dr. Philipp Jakob Düttel (1679–1747), Memminger Stadtarzt und Stifter. |      |
| Eberhardtweg              | Nordwesten, zwischen Rippler- und Behringerstraße                                                |                                     | Benannt nach Georg Eberhardt (1882–1950), Memminger Türmerssohn von St. Martin, der als wohlhabender Kinobesitzer in Aarau/Schweiz seine Memminger Landsleute nach den Weltkriegen großzügig unterstützte.                                                    |      |
| Ebertring                 | Nordwesten, zwischen Bismarckstraße und Dr.-Berndl-Platz                                         |                                     | Benannt nach Friedrich Ebert. |      |
| Eduard-Flach-Straße       | Nordwesten, zwischen dem Kartäusereck und der Braunstraße                                        |                                     | Benannt nach Eduard Flach. |      |
| Ehingerstraße             | Südwesten, zwischen Stadtweiher- und Crusiusstraße                                               |                                     | Benannt nach der Memminger Kaufmanns- und Architektenfamilie Ehinger im 16. Jahrhundert. |      |
| Ehrhartstraße             | Osten, zwischen Schießstattstraße und Wasserwerkweg                                              |                                     | Benannt nach der Memminger Arztfamilie, die im 18. und 19. Jahrhundert in der Stadt eine wichtige Rolle spielte. |      |
| Eibenweg                  | Süden, Stichweg der Woringer Straße                                                              |                                     | Benannt nach der Baumart Eibe, welche für Armbrustbögen benötigt wurde. |      |
| Eichendorffstraße         | Westen, zwischen Kudlichstraße und Mendelstraße                                                  | Hühnerberg                          | Benannt nach Joseph Freiherr von Eichendorff. |      |
| Eichenstraße              | Nordwesten                                                                                       | Baumviertel                         | Benannt nach der Pflanzengattung der Eichen. |      |
| Eisenacher Weg            | Nordwesten                                                                                       | Berliner Freiheit                   | Benannt nach der thüringischen Stadt Eisenach. |      |
| Ekkehartstraße            | Osten, Stichstraße der Bergermühlstraße                                                          |                                     | Benannt nach Ekkehart, Mönch des Klosters St. Gallen um 1000 n. Chr., bedeutender Gelehrter, Dichter und Chronist dieser Zeit. |      |
| Elisabethenstraße         | Osten, Stichstraße der Bergermühlstraße                                                          |                                     | Benannt nach der Heiligen Elisabeth von Thüringen. |      |
| Ellenbogstraße            | Osten, zwischen Augsburger- und Münchner Straße                                                  |                                     | Benannt nach dem Stadtarzt Ulrich Ellenbog (1435–1499), Stadtarzt und seinem Sohn Nikolaus (1481–1543), gelehrter Mönch im Kloster Ottobeuren. |      |
| Ellerbachweg              | Nordwesten, zwischen Buxheimer Straße und Dr.-Karl-Lenz-Straße                                   |                                     | Benannt nach Heinrich von Ellerbach. |      |
| Emmertweg                 | Nordwesten                                                                                       | Unteresch                           | Benannt nach Friedrich Emmert (1896–1969), 1926 Pfarrer an St. Martin, 1945 Dekan und 1954 Kirchenrat. |      |
| Englerstraße              | Westen                                                                                           | Mitteresch                          | Benannt nach David Engler, reichsstädt. Chronist des 18. Jahrhunderts. |      |
| Erfurter Straße           | Nordwesten                                                                                       | Berliner Freiheit                   | Benannt nach der thüringischen Stadt Erfurt. |      |
| Erlenweg                  | Süden, Stichweg der Alpenstraße                                                                  |                                     | Benannt nach der Baumart der Erlen. |      |
| Ernst-Reuter-Platz        | Nordwesten                                                                                       | Berliner Freiheit                   | Benannt nach Ernst Reuter. |      |
| Ernstweg                  | Osten, zwischen Ludolfweg und Lantfritstraße                                                     |                                     | Benannt nach Herzog Ernst von Schwaben |      |
| Feystraße                 | Nordwesten, Lupin- und Braunstraße                                                               |                                     | Benannt nach Georg Fey, 1. Bürgermeister, 2. Bürgermeister und Ehrenbürger der Stadt Memmingen. |      |
| Fischachweg               | Süden, Stichweg der Straße Am Galgenberg                                                         |                                     | Benannt nach der Memminger Druckerfamilie Fischbach aus dem 18. Jahrhundert. |      |
| Flachweg                  | Südwesten, führt im großen Bogen von der Bodenseestraße zum Dickenreiser Weg                     |                                     | Der Weg ist eine Naherholungsanlage von Eduard Flach |      |
| Föhrenweg                 | Süden, Stichweg der Alpenstraße                                                                  |                                     | Benannt nach der Pflanzengattung der Föhren. |      |
| Forellenweg               | Süden, Stichweg der Riedbachstraße                                                               |                                     | Benannt nach der Fischart Forelle, welche im Quellgebiet der Memminger Ach, welches beim Forellenweg liegt, vorkommt. |      |
| Frauenkirchplatz          | Altstadt                                                                                         |                                     | Ehemaliger Friedhof nördlich der Basilika Unser Frauen, auch Frauenkirche genannt. |      |
| Freudenthalstraße         | Osten, zwischen Augsburger Straße und Stadtbach am Stadtbad                                      |                                     | Alter Flurname, 1466 erstmals erwähnt. |      |
| Friedhofweg               | Osten, zwischen Augsburger Straße und Lindenbadstraße                                            |                                     | Benannt nach dem Alten Friedhof, zu welchem die Straße parallel verläuft. |      |
| Frundsbergstraße          | Westen, zwischen Bismarckstraße und Buxacher Straße                                              |                                     | Benannt nach Georg von Frundsberg. |      |
| Fuggergasse               | Altstadt                                                                                         |                                     | Benannt nach der Augsburger Kaufmanns- und Bankiersfamilie Fugger. |      |
| Furtgasse                 | Altstadt, zwischen Herren- und Kramerstraße                                                      |                                     | Stelle einer mittelalterlichen Furt durch den Stadtbach. |      |
| Gabelsbergerstraße        | Norden, zwischen Königsgraben und Baumschulweg                                                   |                                     | Benannt nach Franz Xaver Gabelsberger. |      |
| Gartenstraße              | Süden, Stichstraße der Luitpoldstraße                                                            |                                     | Einst Gartenlandschaft vor dem Kempter Tor. |      |
| Gaswerkstraße             | Osten, zwischen Riedbach- und Schießstattstraße                                                  |                                     | Hier wurde 1862 das städtische Gaswerk errichtet. |      |
| Geisshornweg              | Südosten, Stichweg der Benninger Straße                                                          |                                     | Benannt nach Geisshorn. |      |
| Gerberplatz               | Altstadt                                                                                         |                                     | Mittelpunkt des Gerberhandwerks in der Reichsstadt Memmingen. |      |
| Geroldstraße              | Osten, verbindet die Lantfrit- mit der Haienbachstraße                                           |                                     | Benannt nach Gerold, schwäb. Graf und Bruder der Königin Hildegard, Gemahlin Karls des Großen, fränk. Statthalter in Bayern, gefallen 799. |      |
| Gerstlestraße             | Nordwesten                                                                                       | Unteresch                           | Benannt nach Albrecht Gerstle (1842–1921), lange Jahre Vorsteher der israelitischen Kultusgemeinde in Memmingen und erster jüdischer Bürger im Kollegium der Gemeindebevollmächtigten.                                                                        |      |
| Geschwister-Scholl-Straße | Süden, zwischen Römerstraße und Dickenreiser Weg                                                 |                                     | Benannt nach den Geschwistern Scholl. |      |
| Gießergasse               | Altstadt, zwischen Krautgasse und Kalchstraße                                                    |                                     | Am Nordende dieser Gasse stand früher die Glockengießerei der Familien Ernst und Hermann. |      |
| Glockengießerstraße       | Westen, zwischen Braun- und Laberstraße                                                          |                                     | Zur Erinnerung an die bedeutende Glockengießerei der Familien Ernst und Hermann in Memmingen. |      |
| Goerdelerweg              | Süden                                                                                            | Römerviertel                        | Benannt nach Karl Goerdeler. |      |
| Goethestraße              | Nordwesten, zwischen Buxheimer Straße und Klopstockstraße                                        | Dichterviertel                      | Benannt nach Johann Wolfgang von Goethe. |      |
| Greifswalder Weg          | Nordwesten                                                                                       | Berliner Freiheit                   | Benannt nach der Stadt Greifswald. |      |
| Greinwaldweg              | Nordwesten                                                                                       | Unteresch                           | Benannt nach Benno Greinwald, ehemaliger Stadtpfarrer an St. Josef. |      |
| Grenzhofstraße            | Norden, zwischen Donaustraße und Nordweg                                                         |                                     | Nach dem landwirtschaftlichen Betrieb benannt, der lange Zeit die nördliche Stadtgrenze gegen Amendingen markierte. |      |
| Grimmelweg                | Altstadt, zwischen Ulmer Str. und Königsgraben                                                   |                                     | Nach der Patrizierfamilie von Grimmel benannt, deren Stadthaus nördlich davon steht. |      |
| Grönenbacher Straße       | Süden, Teilstück der ehemaligen B19                                                              |                                     | Benannt nach dem südlichsten Ort Mittelschwabens, Bad Grönenbach. |      |
| Großweg                   | Süden, Stichstraße des Hindenburgrings                                                           |                                     | Benannt nach Jakob Groß (1827–1898), Zollrat in Memmingen und Heimatforscher, Mitbegründer des Altertumsvereins. |      |
| Grüntenweg                | Südosten, Stichstraße der Benninger Straße                                                       |                                     | Benannt nach dem Grünten. |      |
| Gustav-Adolf-Straße       | Westen, zwischen Bismarckstraße und Schwedenweg                                                  |                                     | König Gustav II. Adolf von Schweden war 1632 einen Tag in der Reichsstadt Memmingen, um die bedrängten Protestanten zu unterstützen. |      |
| Habsburgerstraße          | Westen, Stichstraße der Hohenzollernstraße                                                       |                                     | Benannt nach dem Habsburger-Adelsgeschlecht. |      |
| Hadwigstraße              | Osten, zwischen der Berger Straße und Mammostraße                                                |                                     | Benannt nach der schwäbischen Herzogin Hadwig (geb. 994) auf dem Hohentwiel. |      |
| Haienbachstraße           | Osten, zwischen Schießstätte und Bergermühlstraße                                                |                                     | Der Haienbach stellt die Grenze zwischen der Stadt Memmingen und Memmingerberg dar. |      |
| Hallhof                   | Altstadt, Platz nördlich der Maximilianstraße                                                    |                                     | Ursprünglich Hof des Memminger Spitals, seit 1821 Sitz des königl. bayer. Salzamtes, auch Hallamt genannt. |      |
| Hallhofgasse              | Altstadt                                                                                         |                                     | Benannt nach dem Hallhof. |      |
| Hans-Böckler-Straße       | Westen                                                                                           | Mitteresch                          | Benannt nach Hans Böckler. |      |
| Hans-Grässel-Straße       | Norden, Stichstraße der Waldfriedhofstraße                                                       |                                     | Benannt nach Prof. Dr. Hans Grässel. |      |
| Hattostraße               | Süden, zwischen Schaltwerk- und Oberriedstraße                                                   |                                     | Benannt nach Hatto von Benningen, adeliger Freund des Hl. Ulrich und Mönch in Ottobeuren aus der Mitte des 10. Jahrhunderts. |      |
| Haussmannstraße           | Südosten, zwischen Güterbahnhof und Riedbachstraße                                               |                                     | Nach dem Begründer der Wollfabrik Friedrich Haußmann aus Nördlingen (1818–1894) benannt. |      |
| Haydnstraße               | Nordosten, zwischen Mozartstraße und Beethovenstraße                                             | Musikerviertel                      | Benannt nach Joseph Haydn. |      |
| Heidelbergerweg           | Norden, Stichstraße der Strigelstraße                                                            | Künstlerviertel                     | Benannt nach Thomas Heidelberger. |      |
| Heidengasse               | Altstadt, zwischen Maximilian- und Kalchstraße                                                   |                                     | Benannt nach dem Übernamen eines dort ansässigen Metzgers J. Kleiber „Heidenhans“, Überlieferung von 1731 und 1732. |      |
| Heißstraße                | Norden, zwischen Baumschulweg und Schönfeldstraße                                                |                                     | Benannt nach der Memminger Künstlerfamilie Heiß im 17. und 18. Jahrhundert. |      |
| Hemmerlestraße            | Norden, zwischen Colmarer Straße und Schlachthofstraße                                           |                                     | Benannt nach Josef Hemmerle, Landesökonomierat und Mitbegründer des Landwirtschaftlichen Vereins. |      |
| Herderstraße              | Nordwesten, zwischen Goethestraße und Nordweg                                                    | Dichterviertel                      | Benannt nach dem deutschen Dichter und evang. Theologen Johann Gottfried Herder. |      |
| Herlinstraße              | Nordwesten, Stichstraße der Schappelerstraße                                                     |                                     | Benannt nach Hans Herlingen. |      |
| Hermansgasse              | Altstadt, zwischen Zangmeisterstraße und Zwinggasse.                                             |                                     | Benannt nach der Memminger Patrizierfamilie von Herman im 18. Jahrhundert, deren Palais, der Hermansbau, hier steht. |      |
| Herrenstraße              | Altstadt, zwischen Zangmeisterstraße und Roßmarkt                                                |                                     | Wohnort der ehemaligen Ministerialen der Welfen, später der Patrizier. |      |
| Hindenburgring            | Westen, Teil der Umgehungsstraße „Mittlerer Ring“                                                |                                     | Benannt nach Paul von Hindenburg, Ehrenbürger der Stadt Memmingen. |      |
| Hinter dem Salzstadel     | Altstadt, zwischen Maximilian- und Kalchstraße                                                   |                                     | Benannt nach dem Großen Salzstadel von 1474, an dessen Rückseite die Gasse verläuft. |      |
| Hintere Gerbergasse       | Altstadt, zwischen Lindentorstraße und Badgasse                                                  |                                     | Benannt nach dem dort zu Reichstadtzeiten angesiedelten Gerberhandwerks. |      |
| Hirschgasse               | Altstadt, zwischen Schrannenplatz und Frauenkirchplatz                                           |                                     | Benannt nach dem Haus Nr. 10, der ehemaligen Rotgerberei „Zum Hirsch“, wovon die Wetterfahne erzählt. |      |
| Hochvogelweg              | Südosten, Stichstraße der Benninger Straße                                                       |                                     | Benannt nach dem Berg Hochvogel. |      |
| Hofgasse                  | Altstadt, zwischen Schweizerberg und Lindauer Straße                                             |                                     | Benannt nach einem nach Westen geöffneten Hof in der Gassenmitte, alter städtischer Straßenname. |      |
| Höflerstraße              | Westen                                                                                           | Hühnerberg                          | Benannt nach dem Historiker Konstantin von Hoefler. |      |
| Hohenstaufenstraße        | Westen, zwischen Bismarckstraße und Buxacher Straße                                              |                                     | Benannt nach dem Kaisergeschlecht der Staufer. |      |
| Hohenzollernstraße        | Westen, zwischen Hohenstaufen- und Waiblingerstraße                                              |                                     | Benannt nach dem schwäbischen Hochadelsgeschlecht der Zollern, auch Hohenzollern genannt. |      |
| Hölderlinstraße           | Nordwesten, zwischen Herder- und Klopstockstraße                                                 | Dichterviertel                      | Benannt nach dem deutschen Dichter Friedrich Hölderlin. |      |
| Homannstraße              | Nordwesten, zwischen Nordweg und Dr.-Karl-Lenz-Straße                                            |                                     | Benannt nach dem Kartographen Johann Baptist Homann aus Oberkammlach. |      |
| Honackerweg               | Westen                                                                                           | Unteresch                           | Benannt nach Siegmund Honacker (1888 -Memmingen- 1963), der als Memminger Bürger seiner Vaterstadt eine große Stiftung gemacht hat. |      |
| Hopfenstraße              | Westen, zwischen Bodenseestraße und Buxacher Straße                                              |                                     | Hier lagen bis zum Ende des Ersten Weltkrieges viele Hopfengärten. |      |
| Hoppenriedweg             | Südosten, zwischen Riedbachstraße und Stadtgrenze                                                |                                     | Hoppen heißt man die Grasbuckel im Benninger Ried, alter Flurname für dieses Gebiet. |      |
| Höppweg                   | Westen                                                                                           | Mitteresch                          | Benannt nach dem Memminger Schulmeister Paulus Höpp, der als reformatorischer Revolutionär am 11. Juni 1526 auf dem Memminger Marktplatz hingerichtet wurde.                                                                                                  |      |
| Hühnerbergstraße          | Westen                                                                                           | Hühnerberg                          | Hühnerberg ist ein alter reichsstädtischer Flurname, 1407 erstmals erwähnt. |      |
| Hungerbachweg             | Süden, zwischen Pfaffenwinkel und Allgäuer Straße                                                |                                     | Der Hungerbach ist einer der zahlreichen Bäche im Memminger Trockental. |      |
| Hurterstraße              | Nordwesten, zwischen Nordweg und Dr.-Karl-Lenz-Straße                                            |                                     | Benannt nach dem Memminger Kartographen und Notar Christoph Hurter. |      |
| Illerstraße               | Nordwesten, zwischen Königsgraben und Adenauerring                                               |                                     | Benannt nach der Iller, in deren Tal Memmingen liegt. |      |
| Im Dickenreis             | Süden, parallel zur Grönenbacher Straße                                                          |                                     | Alter Flurname nach der dort einstmals dichten Bewaldung. |      |
| Im Kalker Feld            | Nordosten, Ringstraße einer Siedlung zwischen Bayernring-Münchner Straße und Künersberger Anlage | Kalkerfeld                          | Alter Flurname, der mit „Kalk oder Kalch“ den weißen Bodenuntergrund bezeichnet. |      |
| Im Klösterle              | Altstadt, zwischen Kreuzstraße und Schrannenplatz                                                |                                     | Benannt nach dem dort gelegenen, 1490 gestifteten Seelschwesternkloster für öffentl. Krankenpflege, 1874 aufgehoben. |      |
| Im Mitteresch             | Westen                                                                                           | Mitteresch                          | Esch oder Ösch ist die Bezeichnung für die städtische Flur, die durch die Dreifelderwirtschaft in Oberesch, Mitteresch, Unteresch aufgeteilt wurde. |      |
| Im Unteresch              | Westen                                                                                           | Unteresch                           | Esch oder Ösch ist die Bezeichnung für die städtische Flur, die durch die Dreifelderwirtschaft in Oberesch, Mitteresch, Unteresch aufgeteilt wurde. |      |
| In der Kappel             | Altstadt, zwischen Kalch- und Krautstraße                                                        |                                     | Benannt nach der Dreikönigskapelle, deren 1399 gestiftetes Gebäude an der Ecke zur Kalchstraße steht. |      |
| In der Neuen Welt         | Norden, zwischen Schumacherring und Eisenburger Straße                                           |                                     | Alter Flurname für die um 1760 in Kultur genommenen nassen Wiesen in diesem Bereich, später bekannte Ausflugsgaststätte am Südende der ehemals dort befindlichen drei Seen, heute Stadtpark LGS 2000.                                                         |      |
| Irisweg                   | Nordwesten                                                                                       | Blumensiedlung                      | Benannt nach der Pflanzengattung Iris. |      |
| Jägerndorfer              | Westen                                                                                           | Hühnerberg                          | Benannt nach der Stadt Jägerndorf. |      |
| Jahnstraße                | Nordwesten, zwischen Eduard-Flach-Straße und Buxacher Straße                                     |                                     | Benannt nach Friedrich Ludwig Jahn. |      |
| Jenaer Weg                | Nordwesten                                                                                       | Berliner Freiheit                   | Benannt nach der Stadt Jena in Thüringen. |      |
| Josef-Schmid-Weg          | Westen, zwischen St.-Josefs-Kirchplatz und Hopfenstraße                                          |                                     | Benannt nach Stadtpfarrer Josef Schmid, Pfarrer zur Zeit der Erbauung von St. Josef 1928/29. |      |
| Josef-Seliger-Straße      | Westen                                                                                           | Hühnerberg                          | Benannt nach Josef Seliger. |      |
| Julius-Leber-Straße       | Süden, Stichstraße der Stauffenbergstraße                                                        |                                     | Benannt nach Julius Leber. |      |
| Kaisergraben              | Südwesten, Altstadtring im Verlauf des ehemaligen Stadtgrabens                                   |                                     | Erinnert an die deutschen Kaiser. |      |
| Kalchstraße               | Altstadt, zwischen Am Kalchtor und Marktplatz                                                    |                                     | Alte Straßenbenennung im Bereich des Almerde-Vorkommens östlich der Stadt. |      |
| Kanalstraße               | Nordosten, Stichstraße der Lindenbadstraße                                                       |                                     | Benannt nach dem Abwasserkanal der Bahnanlagen unter dieser Straße. |      |
| Kartäusereck              | Nordwesten, zwischen Eduard-Flach-Straße und Buxheimer Straße                                    |                                     | Benannt nach der oberschwäbischen, nahgelegenen Reichskartause Buxheim. |      |
| Kasernengässele           | Altstadt, zwischen Weberstraße und An der Kaserne                                                |                                     | Benannt nach der hier 1702 erbauten bayerischen roten Kaserne. |      |
| Kempter Straße            | Altstadt, zwischen Schrannenplatz und Luitpoldstraße                                             |                                     | Benannt nach der Stadt Kempten. |      |
| Keplerweg                 | Westen, zwischen Babenberger- und Frundsbergstraße                                               |                                     | Benannt nach dem Astronomen und Mathematiker Johannes Kepler. |      |
| Kiesgrubenweg             | Süden, zwischen Pulvermühlstraße und Döderleinweg                                                |                                     | Benannt nach der ehemaligen „Glasgrube“, die dann als Kiesgrube gedient hat. |      |
| Kimpelweg                 | Westen                                                                                           | Mitteresch                          | Benannt nach dem Memminger Chronisten Johannes Kimpel, gest. 1474. |      |
| Kleiststraße              | Nordwesten, zwischen Goethe- und Schillerstraße                                                  | Dichterviertel                      | Benannt nach dem deutschen Dichter Heinrich von Kleist. |      |
| Klopstockstraße           | Nordwesten, zwischen Nordweg und Goethestraße                                                    | Dichterviertel                      | Benannt nach dem deutschen Dichter Friedrich Gottlieb Klopstock. |      |
| Kneippstraße              | Osten, zwischen Benninger- und Ehrhartstraße                                                     |                                     | Benannt nach Sebastian Kneipp. |      |
| Knollweg                  | Norden, Stichstraße der Strigelstraße                                                            | Dichterviertel                      | Benannt nach der Memminger Baumeisterfamilie Knoll im 17. und 18. Jahrhundert. |      |
| Köberlestraße             | Westen, zwischen Hopfenstraße und Hindenburgring                                                 |                                     | Benannt nach Generalleutnant Paul von Köberle, Ehrenbürger der Stadt Memmingen. |      |
| Kohlschanzstraße          | Nordosten, zwischen Am Kalchtor und Lindenbadstraße                                              |                                     | Benannt nach der ehemaligen Stadtbefestigung der Kohlschanze und nach dem 1654 eingestürzten Kohlturm. |      |
| Kolpingweg                | Nordosten, zwischen Stoppelweg und Waldnerweg                                                    |                                     | Benannt nach dem Gesellenvater Adolph Kolping. |      |
| Königsberger Straße       | Süden                                                                                            | Römersiedlung                       | Nach der ostpreußischen Hauptstadt Königsberg benannt. |      |
| Königsgraben              | Westen, Altstadtring im Verlauf des ehemaligen Stadtgrabens                                      |                                     | Benannt nach den ehemaligen Deutschen Königen. |      |
| Kornstraße                | Süden, Stichstraße der Alpenstraße                                                               |                                     | Führt zum ehemaligen großen Getreidesilo. |      |
| Kramerstraße              | Altstadt, Hauptgeschäftsstraße der Innenstadt und Fußgängerzone                                  |                                     | Seit alters her die Straße der Kramerläden, ehemals auch Kratz- oder Renngasse genannt. Bundesstraße bis 1973. |      |
| Krautstraße               | Altstadt, zwischen Ratzengraben und Gießergasse                                                  |                                     | Hinter den Häusern dieser Gasse waren einst viele Krautgärten. |      |
| Kreisauer Straße          | Süden                                                                                            | Römersiedlung                       | Benannt nach dem schlesischen Dorf und Schloss Kreisau. |      |
| Kressenbachweg            | Südosten, zieht vom Weidenweg nach Süden                                                         |                                     | Benannt nach dem dort fließenden Kressenbach. |      |
| Kreuzstraße               | Altstadt, zwischen Roßmarkt und Kramerstraße, Fußgängerzone                                      |                                     | Benannt nach der Wirtschaft „Zum Kreuz“, die dann in die Kalchstraße verlegt wurde. |      |
| Krokusweg                 | Nordwesten                                                                                       | Blumenviertel                       | Benannt nach den Frühlingsblumen der Krokusse. |      |
| Küchlinweg                | Westen, Stichstraße der Hopfenstraße                                                             |                                     | Benannt nach dem Memminger Biedermeiermaler Elias Friedrich Küchlin. |      |
| Kudlichstraße             | Westen                                                                                           | Hühnerberg                          | Benannt nach Hans Kudlich. |      |
| Kühgasse                  | Altstadt, zwischen Apothekergässele und Kramerstraße                                             |                                     | Alter städtischer Straßenname, vermutlich Triebweg der Stadtherde. |      |
| Kühlhausstraße            | Nordosten, Stichstraße der Schlachthofstraße                                                     |                                     | Führt zum ehemaligen, 1948 errichteten städtischen Kühlhaus. |      |
| Künergasse                | Altstadt, zwischen Kalch- und Krautstraße                                                        |                                     | Benannt nach der Patrizierfamilie von Küner und deren bedeutendster Vertreter Jakob von Küner. |      |
| Kunneweg                  | Süden, Stichstraße von Am Galgenberg                                                             |                                     | Benannt nach dem Frühdrucker Albrecht Kunne. |      |
| Kuttelgasse               | Altstadt, zwischen Kramerstraße und Ottobeurergasse                                              |                                     | Benannt nach den Kuttlern und Kleinmetzgern, die einst an dieser Gasse ihre Werkstätten hatten. |      |
| Laberstraße               | Westen, zwischen Buxacher- und Buxheimer Straße                                                  |                                     | Benannt nach dem Regierungsbaurat Dr. Karl Laber, der in diesem Bereich die Flurbereinigung 1933–1935 leitete. Erinnert auch an den letzten Spitalmeister des Kreuzherrnklosters, an den Prälaten David Laber (1749–1821), der als Pfarrer von Erkheim starb. |      |
| Laminitweg                | Südosten, zwischen Alpenstraße und Rohde-und-Schwarz-Straße                                      |                                     | Benannt nach der Memminger Patrizierfamilie von Laminit. |      |
| Lammgasse                 | Altstadt, zwischen Maximilianstraße und Kalchstraße                                              |                                     | Benannt nach dem am Südende gelegenen Gasthof „Zum Weißen Lamm“. |      |
| Lantfritstraße            | Südosten, zwischen Bergermühl- und Haienbachstraße                                               |                                     | Benannt nach dem vorletzten Herzog der Schwaben, Lantfrit (gest. 730), unter dem die erste schwäbische Gesetzessammlung, die „Lex Alemannorum“, geschrieben wurde.                                                                                            |      |
| Lausitzer Weg             | Westen                                                                                           | Berliner Freiheit                   | Benannt nach der ostdeutschen Landschaft Lausitz. |      |
| Leebstraße                | Nordwesten, Stichstraße der Prinzingstraße                                                       |                                     | Benannt nach dem Memminger Bildhauer Johannes Leeb. |      |
| Leimstraße                | Südosten, zwischen Alpen- und Riedbachstraße                                                     |                                     | In der südlichen Nachbarschaft ist heute noch eine Gelatinefabrik, die ehemalige Leimfabrik Pfeffer, die an dieser Straße Werkswohnungen errichtet hat. |      |
| Leipziger Straße          | Nordwesten, zwischen Erfurter Straße und Waldbottweg                                             |                                     | Benannt nach Leipzig. |      |
| Leonhardstraße            | Östlich, zwischen Bergermühlstraße und Augsburger Straße                                         |                                     | Benannt nach der ehemaligen St. Leonhardskapelle mit Siechenkrankenhaus am östlichen Ende der Blattergasse. |      |
| Lessingstraße             | Nordwestlich, zwischen Goethe- und Herderstraße                                                  |                                     | Benannt nach dem deutschen Dichter Gotthold Ephraim Lessing. |      |
| Leuschnerweg              | Südlich, Stichstraße der Römerstraße                                                             |                                     | Benannt nach dem Widerstandskämpfer Wilhelm Leuschner. |      |
| Leutkircher Eck           | Westlich, Stichstraße von der Straße Im Unteresch                                                |                                     | Benannt nach der Stadt Leutkirch, die ebenfalls bis 1803 Reichsstadt war. |      |
| Libauweg                  | Nordöstlich, Stichstraße der Münchner Straße                                                     | Baltensiedlung                      | Benannt nach der baltischen Stadt Libau. Das ganze Viertel wurde für die heimatvertriebenen Balten in den 50er-Jahren errichtet. |      |
| Lichtenbergweg            | Südlich, zwischen Stauffenbergstraße und Dickenreiser Weg                                        |                                     | Benannt nach dem katholischen Widerstandskämpfer Bernhard Lichtenberg. |      |
| Lilienweg                 | Nordwestlich                                                                                     | Blumenviertel                       | Weg in der Mitte des Blumenviertels. |      |
| Lindauer Straße           | Altstadt, zwischen Roßmarkt und Lindauer Tor                                                     |                                     | Führt zum Lindauer Tor. Benannt nach der ehemaligen Reichsstadt Lindau im Bodensee. |      |
| Lindenbadstraße           | Nördlich, zwischen Rennweg und Mindelheimer Straße                                               |                                     | Benannt nach dem alten Gasthaus „Lindenbad“ anstelle der ehemaligen reichsstädtischen Gerberdörrhütte von 1680. Hier standen und stehen viele Linden. |      |
| Lindentorstraße           | Altstadt, zwischen Schrannenplatz und Bahnhofstraße                                              |                                     | Benannt nach dem Lindentor. |      |
| Lotzerstraße              | Nordwestlich, zwischen Iller- und Schererstraße                                                  |                                     | Benannt nach Sebastian Lotzer. |      |
| Ludolfweg                 | Östlich, zwischen Gerold- und Lantfritstraße                                                     |                                     | Benannt nach dem Schwabenherzog Liudolf. |      |
| Luitpoldstraße            | Südlich, zwischen Bahnhofstraße und Schanzmeister                                                |                                     | Benannt nach dem bayerischen Prinzregenten Luitpold, dem Nachfolger König Ludwig II. |      |
| Lupinstraße               | Westlich, zwischen Laber- und Braunstraße.                                                       |                                     | Benannt nach der Memminger Patrizierfamilie Lupin. Der bedeutendste Vertreter der Familie war der letzte reichsstädtische Kanzleidirektor Friedrich Freiherr von Lupin.                                                                                       |      |
| Lutzweg                   | Westlich, zwischen den beiden Schenkel des Höppweg                                               | Mitteresch                          | Benannt nach dem als Revolutionär durch den Schwäbischen Bund 1525 hingerichteten Gastwirt Hans Lutz. |      |
| Machnigstraße             | Westlich, zwischen Braun- und Mecklenburger Straße                                               |                                     | Benannt nach dem ehemaligen Oberbürgermeister der Stadt Memmingen, Rudolf Machnig. |      |
| Maffeistraße              | Südlich, Stichstraße vom Pfaffenwinkel zur Kempter Bahnlinie                                     |                                     | Benannt nach dem Industriellen Joseph Anton von Maffei. |      |
| Magdeburger Straße        | Nordwestlich, zwischen Potsdamer Straße und Mecklenburger Straße                                 | Berliner Freiheit                   | Benannt nach der Stadt Magdeburg. |      |
| Maierhofgasse             | Westlich, zwischen Buxheimer Straße und Königsgraben                                             |                                     | 1880 ausgesiedelter Stadtbauernhof, Maierhof genannt. Dieser musste 1904 dem Amtsgericht Neubau weichen. |      |
| Mammostraße               | Östlich, zwischen Augsburger Straße und Haienbachstraße                                          |                                     | Der Name Memmingen ist vermutlich auf einen Königshof bei der Siedlung des Sippenältesten Mammo zurückzuführen. |      |
| Manghausplatz             | Altstadt, zwischen Maximilianstraße und Kuttelgasse                                              |                                     | Nach dem 1583 erbauten Manghaus (einer reichsstädtischen Gemeinschaftseinrichtung der Färber). |      |
| Marienburgweg             | Südlich, zwischen Königsberger Straße und Danziger Straße                                        |                                     | Benannt nach der Marienburg, ehemals Hauptsitz des Deutschen Ordens. |      |
| Marienrain                | Östlich, zwischen Benninger Straße und der Straße Am Ziegeltörle                                 |                                     | Benannt nach der in der Nähe liegenden katholischen Kirche Mariä Himmelfahrt. |      |
| Marktplatz                | Altstadt                                                                                         |                                     | Zentraler Platz der historischen Reichsstadt, hier findet seit 1286 der Wochenmarkt statt. Der Platz hieß ursprünglich „Großer Markt“, der westliche Teil vor St. Johann „Fischmarkt“, der östliche Teil „Krautmarkt“.                                        |      |
| Martin-Luther-Platz       | Altstadt                                                                                         |                                     | Südlich von St. Martin. Benannt nach dem Reformator Martin Luther, der 1511 vermutlich Gast in Memmingen war. |      |
| Martin-Mayrock-Weg        | Nördlich, Stichstraße von der Hemmerlestraße nach Süden                                          |                                     | Benannt nach dem Memminger Martin Mayrock, Widerstandskämpfer im Dritten Reich. |      |
| Maserstraße               | Östlich, zwischen Ellenbogstraße und der Straße Am Judenfriedhof                                 |                                     | Benannt nach Hugo Maser (1862–1929), Seminardirektor und Heimatdichter. |      |
| Mauergäßle                | Altstadt, zwischen Lindauer Straße und der Straße An der Mauer                                   |                                     | Führt zur Memminger Stadtmauer. |      |
| Maximilianstraße          | Altstadt, zwischen Bahnhof und Weinmarkt                                                         |                                     | Benannt nach König Maximilian II. Joseph und Kaiser Maximilian I., der öfters in Memmingen weilte. |      |
| Mecklenburger Straße      | Nordwestlich, zwischen Brandenburger Straße und Erfurter Straße                                  | Berliner Freiheit                   | Ostdeutscher Landschaftsname, heute Bundesland Mecklenburg-Vorpommern. |      |
| Memelweg                  | Östlich, Stichstraße nach Norden von der Münchner Straße                                         | Baltensiedlung                      | siehe Baltenplatz |      |
| Mendelssohnstraße         | Nordöstlich, zwischen Schumannstraße und Brahmsstraße                                            |                                     | Benannt nach dem Komponisten Felix Mendelssohn Bartholdy. |      |
| Mendelstraße              | Westlich, zwischen Spitalmühlweg und Jägerndorfer Straße                                         | Hühnerberg                          | Benannt nach dem katholischen Priester und bedeutenden Naturforscher Gregor Mendel. |      |
| Merianstraße              | Nordwestlich, zwischen Homannstraße und Hurterstraße                                             |                                     | Benannt nach dem Kupferstecher Matthäus Merian. 1634 stach er ein Bildniss von Memmingen. |      |
| Metzgerweg                | Nordöstlich, zwischen Tummelplatzweg und Schlachthofstraße                                       |                                     | Benannt nach dem naheliegenden ehemaligen Schlachthof der Stadt. |      |
| Milchstraße               | Südöstlich, zwischen Riedbachstraße und Alpenstraße                                              |                                     | An der Straße befand sich bis in die 90er-Jahre ein Milchwerk. |      |
| Mindelheimer Straße       | Östlich, zwischen Augsburger Straße und dem östlichen Ende der Lindenbadstraße                   |                                     | Benannt nach der Stadt Mindelheim. |      |
| Mitauweg                  | Nordöstlich, Stichstraße nach Norden von der Münchner Straße                                     | Baltensiedlung                      | Benannt nach der baltischen Stadt Mitau. |      |
| Mittereschweg             | Westlich, zwischen Spitalmühlweg und Buxacher Straße                                             | Hühnerberg                          | Benannt nach dem Mittelstück der Memminger Ackerflur. |      |
| Moltkestraße              | Westlich, Verbindungsstraße zwischen Kaisergraben und Hopfenstraße                               |                                     | Benannt nach dem preußischen General Helmuth Karl Bernhard von Moltke. |      |
| Mozartstraße              | Nordöstlich, zwischen Münchner Straße und Beethovenstraße                                        |                                     | Benannt nach dem Komponisten Wolfgang Amadeus Mozart. |      |
| Mühleisenweg              | Westlich, Stichstraße nach Osten von der Braunstraße                                             |                                     | Benannt nach dem Memminger Bürger und Stifter des Brunnens bei St. Martin, Hermann Mühleisen. |      |
| Mulzergraben              | Südlich, zwischen Kempter Straße und Bahnhofstraße                                               |                                     | Benannt nach dem Jagdflieger des Ersten Weltkrieges Max Ritter von Mulzer. |      |
| Münchner Straße           | Nordöstlich, von der Lindenbadstraße nach Osten bis zur Stadtgrenze                              |                                     | Früher Künersberger Straße. Benannt nach der Landeshauptstadt München. |      |
| Nansenstraße              | Nordosten, zwischen Dunantstraße und Brandströmstraße                                            | Baltensiedlung                      | Benannt nach Fridtjof Nansen. |      |
| Naumburger Straße         | Westlich, zwischen Dresdener und Potsdamer Straße                                                | Berliner Freiheit                   | Benannt nach Naumburg (Saale) |      |
| Nelkenweg                 | Nordwestlich                                                                                     | Blumenviertel                       | Weg in der Mitte des Blumenviertels. Benannt nach der Pflanzengattung der Nelken. |      |
| Nonnengasse               | Altstadt                                                                                         |                                     | westlich der Pfarrkirche Unser Frauen. |      |
| Nordweg                   | Nordwestlich, zwischen Buxheimer Straße und Grenzhofstraße.                                      | Blumensiedlung                      | |      |
| Oberbrühlstraße           | Süden                                                                                            | Römersiedlung; Gewerbegebiet Südost | |      |
| Obere Bachgasse           | Altstadt, zwischen Im Klösterle und Weinmarkt                                                    |                                     | Benannt nach dem parallel verlaufenden Stadtbach; geht über in die Untere Bachgasse. |      |
| Oberer Eschhaldenweg      | Süden                                                                                            | Römersiedlung                       | |      |
| Oberriedstraße            | SÜden, zwischen Riedbachstraße und Industriestraße                                               | Gewerbegebiet Süd                   | |      |
| Ossaweg                   | Westen, Stichstraße der Tillystraße                                                              | Oberesch                            | |      |
| Ottobeurergasse           | Altstadt, zwischen Kuttelgasse und Schwesterstraße                                               | Rosenviertel                        | |      |
| Pernauweg                 | Osten, zwischen Münchener Straße und Revalweg                                                    | Baltensiedlung                      | Benannt nach der estnischen Stadt Pernau. |      |
| Peutingerweg              | Westen, zwischen Buxacher Straße und Frundsbergstraße                                            |                                     | Benannt nach dem Augsburger Stadtschreiber Konrad Peutinger. |      |
| Pfaffengasse              | Norden, Stichstraße der Zangmeisterstraße und Fußweg                                             | Künstlerviertel                     | |      |

## Amendingen
| Straßenname              | Namensbeschreibung |
| ------------------------ | --- |
| Adam-Riese-Weg           | Benannt nach dem Rechenmeister Adam Ries. |
| Albert-Einstein-Straße   | Benannt nach dem Ulmer Albert Einstein. |
| Alemannenstraße          | Benannt nach dem Volksstamm der Alemannen. |
| Alprosenweg              | Stichstraße von der Oberen Straße nach Osten, benannt nach der Blumenart Alpenrose. |
| Am Schlittenbach         | Benannt nach einem alten Flurnamen für dieses Gebiet. |
| Am Sportplatz            | Benannt nach den dort gebauten Sportanlagen. |
| An der Hammerschmiede    | Standort der ehemaligen Amendinger Hammerschmiede, abgebrochen etwa im Jahr 1975, erstes Manufakturgebäude der Firma Goldhofer. |
| Auchstraße               | Verbindet die Fraunhoferstraße mit der Teramostraße. Sie ist benannt nach der Memminger Partnerstadt Auch. |
| Aurikelweg               | Stichstraße von der Spitalstraße aus, benannt nach der Primelpflanze Aurikel, welche vorwiegend in den Alpen beheimatet ist. |
| Bäuerleweg               | Benannt nach einem alten Hofnamen. |
| Bayernstraße             | Benannt nach dem Volksstamm der Bajuwaren. |
| Beim Bernhard            | Benannt nach einem alten Amendinger Hausnamen, seit 1852 Namenstradition. |
| Beim Wanger              | Alter Amendinger Hausname für die Wagnerei. |
| Berwangweg               | Die Herren von Berwang waren im 15. Jahrhundert die Herrschaftsinhaber von Amendingen. |
| Cimbernweg               | Benannt nach dem Volksstamm der Cimbern. |
| Dirrstraße               | Benannt nach Johann Dirr, Bürgermeister der ehemals selbständigen Gemeinde vor 1945. |
| Dr.-Karl-Lenz-Straße     | Verbindet die Ulmer Straße mit der Buxheimer Straße. Benannt nach Dr. Karl Lenz, Landrat des Landkreises Memmingen von 1948 bis 1960. |
| Dr.-Lauter-Straße        | Stichstraße von der Dr.-Karl-Lenz-Straße nach Norden. Benannt nach Dr. Richard Lauter, dem ersten demokratisch gewählten Landrat von 1945 bis 1948 des Landkreises Memmingen. |
| Dreyerstraße             | Verbindet die Donaustraße mit dem St.-Ulrichs-Platz. Benannt nach Michael Dreyer, Dekan des Kapitels und Pfarrer von Amendingen 1662–1665 sowie 1670–1712. |
| Ebertzweg                | Verbindet die Scheidlinstraße mit der Jehlestraße. Die Memminger Patrizierfamilie von Ebertz gehörte im 18. Jahrhundert zu den letzten Herrschaftsinhabern von Eisenburg, deren Hauptort Amendingen war.                                                                                                 |
| Einödweg                 | Alter Amendinger Flurname. |
| Eisenburger Straße       | Verbindet Amendingen mit Eisenburg. |
| Eislebenstraße           | Verbindet die Fraunhoferstraße mit der Teramostraße. Benannt nach der Lutherstadt Eisleben, einer Memminger Partnerstadt. |
| Europastraße             | Vom Kreisverkehr Dr.-Karl-Lenz-Straße/Buxheimer Straße bis zur Teramostraße. |
| Fraunhoferstraße         | Benannt nach Josef von Fraunhofer. Heute die Hauptstraße des Gewerbegebiets Nord. |
| Funkelinweg              | Benannt nach P. Johannes Funkelin (gest. 1479), kam als erster Amendinger Pfarrvikar aus dem Prämonstratenserkloster Rot a. d. Rot. |
| Glendalestraße           | Benannt nach der Stadt Glendale, USA, welche mit der Stadt Memmingen seit 1976 eine Partnerschaft verbindet. |
| Goldhoferstraße          | Benannt nach Alois Goldhofer, einem Amendinger Unternehmer, der 1946 die heutige Tieflader-Firma Goldhofer mit Weltruf gründete. |
| Gotenstraße              | Benannt nach dem Völkerstamm der Goten. |
| Grenzstraße              | Im nordwestlichen Stadtetter, benannt nach der ehemaligen Grenze zwischen Amendingen und der Stadt Memmingen an dieser Stelle. |
| Grünenfurt               | Benannt nach dem alten Flurnamen Im Grünenfurt. |
| Grünenfurter Straße      | Von der Unteren Straße bis zum Stadtviertel Grünenfurt. |
| Heisenbergstraße         | Benannt nach dem Physiker und Nobelpreisträger Werner Heisenberg. |
| Im Paradies              | Nach einem alten Flurnamen, in dem das Lob über den guten Bewuchs ausgedrückt wird. |
| In der Pfalz             | Benannt nach einem alten gemeindlichen Flurnamen. |
| Jehlestraße              | Benannt nach Jakob Jehle, Erbauer der Amendinger Kirche St. Ulrich im Jahre 1755. |
| Jungenauerweg            | Benannt nach der Memminger Patrizierfamilie Jungenauer, die im 14. Jahrhundert Herrschaftsinhaber des Dorfes Amendingen war. |
| Kapellenweg              | Benannt nach der nahebei stehenden Kapelle St. Ottilien aus dem 15. Jahrhundert. |
| Karatas-Straße           | Benannt nach der türkischen Stadt Karataş in der Provinz Adana, mit der die Stadt Memmingen seit 1984 freundschaftliche Beziehungen und seit 2009 eine Städtepartnerschaft unterhält. |
| Keltenstraße             | Benannt nach dem Volksstamm der Kelten. |
| Kiefernstraße            | Im nordwestlichen Ortsteil, dem Baumviertel. |
| Kirchensteige            | An der Anhöhe der Kirche St. Ulrich gelegen. |
| Kiryat Shmona-Straße     | Benannt nach der Partnerstadt Kiryat Shmona in Israel. |
| Kotzenbrühl              | Benannt nach dem alten Flurnamen für das Gebiet. |
| Kupferhammergäßchen      | Benannt nach der ehemaligen Amendinger Kupferschmiede, welche an dieser Stelle stand. |
| Kurlandstraße            | Benannt nach einer historischen Landschaft in Lettland, in dem einst viele deutsche Balten siedelten. |
| Litzelsdorfer Straße     | Benannt nach der befreundeten Gemeinde Litzelsdorf im Burgenland in Österreich, mit welcher 2009 eine Städtepartnerschaft eingegangen wurde. |
| Madlenerstraße           | Benannt nach dem Amendinger Kunstmaler Josef Madlener, der an dieser Straße sein Wohnhaus mit Atelier besaß. |
| Marquardstraße           | Benannt nach der Familie Marquard, die im 14. Jahrhundert großen Grundbesitz in Amendingen besaß. |
| Max-Planck-Straße        | Benannt nach dem deutschen Atomphysiker und Nobelpreisträger Max Planck. |
| Metzgersteige            | Nach dem alten Hofnamen Beim Metzger. Die Straße existiert heute nicht mehr, ist aber nie ausgetragen worden. |
| Mühlenweg                | Benannt nach der ehemaligen Mahlmühle, die dem Unterhospital gehörte. |
| Obere Straße             | Alte dörfliche Straßenbezeichnung. |
| Oberer Ottilienweg       | Benannt nach der dort stehenden St. Ottilienkapelle. |
| Ostpreussenstraße        | Verbindungsstraße zwischen Pfälzer- und Bayernstraße. Benannt nach der Provinz Ostpreußen |
| Othmundstraße            | Nach dem Stammesführer Othmund, von dem vermutlich der alemannische Dorfname Amendingens herführt. |
| Otto-Hahn-Straße         | Nach Norden führende Stichstraße der Albert-Einstein-Straße. Benannt nach dem deutschen Chemiker Otto Hahn. |
| Pfälzerstraße            | Nach Osten führende Stichstraße der Dreyerstraße. Benannt nach dem Volksstamm der Pfälzer. |
| Pfarrhofstraße           | Verbindet die Donaustraße mit der Kirchensteige. Am westlichen Ende steht der Amendinger Pfarrhof. |
| Reichlinstraße           | Benannt nach dem schwäbischen Adelsgeschlecht der Herren von Reichlin. Diese hatten ihren Stammsitz in Fellheim und waren zeitweise Besitzer der Herrschaft Eisenburg und somit auch Amendingens. Ab dem 16. Jahrhundert auch Freiherren Reichlin von Meldegg.                                           |
| Rieffstraße              | Verbindungsstraße zwischen Pfarrhofstraße und Dreyerstraße. Benannt nach Dekan Peter Rieff aus Sonthofen, von 1712 bis 1722 Pfarrer in Amendingen. |
| Römerhof                 | Benannt nach den dort gefundenen Überresten einer Villa rustica aus spätrömischer Zeit um 300 n. Chr. |
| Rotterweg                | Nach dem alten Hofnamen Beim Rotter. Nach Osten führende Stichstraße vom Siechenreuteweg. |
| Sachsenstraße            | Verbindungsstraße zwischen der Oberen Straße und der Bayernstraße. Benannt nach dem Volksstamm der Sachsen. |
| Schedelweg               | Nach Osten führende Stichstraße vom Siechenreuteweg. Benannt nach Franz Schedel (1765–1809), dem letzten von der Kartause Buxheim eingesetzten Pfarrer. |
| Scheidlinweg             | Erschließungsstraße zwischen Einödweg und der Bahnlinie nach Ulm. Benannt nach der Augsburger Patrizierfamilie von Scheidlin, die das Schloss Grünenfurt erbauen ließen. |
| Schermarweg              | Verbindungsstraße zwischen Scheidlinstraße und dem Einödweg. Benannt nach der Memminger Patrizierfamilie von Schermar, im 18. Jahrhundert Mitbesitzer der Herrschaft Eisenburg. |
| Schulsteige              | Verbindungsstraße zwischen Oberer und Unterer Straße. Benannt nach der alten Schule die dort stand und heute als Kindergarten genutzt wird. |
| Schwabenstraße           | Verbindungsstraße zwischen Donaustraße und Obere Straße. Benannt nach dem Volksstamm der Schwaben. |
| Siechenreuteweg          | Führt von der Pfarrhofstraße bis zur Gemarkungsgrenze. Anschließend über den Postweg bis Steinheim. Benannt nach dem alten Flurnamen Siechenreute, der wohl auf eine Rodung zurückgeht, die von einem Siechenhaus oder Spital im Spätmittelalter durchgeführt wurde.                                     |
| Spichelstraße            | Nach Norden und Westen führende Stichstraße von der Marquardstraße. Benannt nach dem Amendinger Bürger Peter Spichel, der zwei Höfe im 15. Jahrhundert an das Memminger Unterhospital verkaufte. |
| Spitalstraße             | Verbindungsstraße zwischen Oberer und Unterer Straße. Führt zur Amendinger Mühle, die im Besitz des Memminger Unterhospital war. |
| St.-Ulrich-Platz         | Dorfplatz von Amendingen in der Ortsmitte mit Kriegerdenkmal und angrenzendem ehemaligem Rathaus. Benannt nach dem Patron der Kirche, St. Ulrich, der vermutlich im Mai 973 mit Mönchen aus dem nahe gelegenen Kloster in Amendingen zusammentraf, um ihnen das Privileg der freien Abtwahl mitzuteilen. |
| Stoll-Wespach-Straße     | Nach Osten führende Erschließungsstraße zwischen dem Einödweg und dem Bahngleis nach Ulm. Benannt nach der Patrizierfamilie Von Stoll zu Wespach, den Erbauern des heutigen Schlosses Grünenfurt. |
| Sudetenstraße            | Verbindungsstraße zwischen Oberer und Bayernstraße. Erinnert an die Heimatvertriebenen Sudeten, die in Amendingen und Memmingen eine neue Heimat gefunden haben. |
| Teramostraße             | Verbindungsstraße zwischen Glendalestraße und Eislebenstraße. Benannt nach der Memminger Partnerstadt und -provinz Teramo in Italien. |
| Tschernigowstraße        | Verbindungsstraße zwischen Fraunhoferstraße und Teramostraße. Benannt nach der Memminger Partnerstadt Tschernigow in der Ukraine. |
| Untere Straße            | Frühere Hauptstraße des Dorfes Amendingen. Verbindet die Eisenburger Straße mit der Grünenfurter Straße. |
| Unterer Ottilienweg      | Benannt nach der nahebei stehenden Kapelle St. Ottilien aus dem 15. Jahrhundert. |
| Veitensteige             | Verbindungsstraße zwischen St.-Ulrichs-Platz und der Unteren Straße. Benannt nach dem alten Hofnamen „Veitenbauer“. Der Hof brannte beim „Großen Brand von Amendingen“ ab. |
| Waibelweg                | Nach Westen führende Stichstraße des Einödweg. Benannt nach dem Künstler und Bildhauer Ignaz Waibel, der eine Zeit lang seine Werkstatt in Amendingen hatte. |
| Waimerstraße             | Verbindungsstraße zwischen Grünenfurter Straße und der Straße am Sportplatz. Benannt nach der Amendinger Familie Waimer. Die Volksschule Amendingen liegt an dieser Straße. |
| Wässerweg                | Nach Osten führende Stichstraße von der Straße Im Paradies bis zur Memminger Ach. Zugang zu den bis 1960 existierenden Wässerwiesen. |
| Weiherstraße             | Stichstraße von der Amendinger Straße. |
| Wernher-von-Braun-Straße | Im Gewerbegebiet. Benannt nach Wernher von Braun. |
| Wildeggerstraße          | Benannt nach dem beliebten Pfarrer Hubert Wildegger (*1937 - †1981). Er war von 1971 bis 1981 katholischer Seelsorger der Pfarrei. |
| Zehenderweg              | Nach Westen führende Erschließungsstraße vom Einödweg. Benannt nach der Memminger Patrizierfamilie Zehender, welche im 14. Jahrhundert große Grundbesitze in Amendingen innehatte. |
| Zimmermannstraße         | Verbindungsstraße zwischen St.-Ulrichs-Platz und der Pfarrhofstraße. Benannt nach Dominikus Zimmermann, der beim Neubau der Amendinger Kirche beschäftigt war. |

## Buxach
| Straßenname         | Namensbeschreibung |
| ------------------- | --- |
| Am Teichgarten      | Die Straße führt von dem Straßenkreuz südlich der Buxacher Mühle in westlicher Richtung ins Tälchen vor dem Buxheimer Wald, wo einst kleine Fischteiche des Dorfes waren. |
| Beim Wirt           | Führt bei der ehemaligen Wirtschaft in Buxach zur Buxacher Straße in Memmingen. |
| Buxacher Mühlweg    | Zweigt von der Talstraße nach Westen ab. Hier liegt die ehemalige Buxacher Mühle. |
| Buxacher Stadtweg   | Führt von der Talstraße hinauf zur Buxacher Straße. Einstmals der Hauptverbindungsweg der Buxacher Bürger in die Stadt. |
| Hammerweg           | Benannt nach dem ehemaligen Buxacher Messinghammer. Beginnt beim Autobahnparkplatz und zieht südwestwärts über die Hochfläche, steigt in einer Enge herunter ins Buxachtal und überquert das Tal bis zum Ostende von Oberbuxach bei der Spittelmüllerstraße.                                  |
| Heineweg            | Benannt nach dem deutschen Dichter und Satiriker Heinrich Heine. Steigt in der Buxacher Halde von der Mörikestraße nach Norden in Richtung zur ehemaligen Wirtschaft ab. |
| Kirchstraße         | Führt von der Talstraße bei der Alten Wirtschaft südwärts über das Buxachtal an der Dreieinigkeitskirche vorbei bis zur Abzweigung nach Westerhart und Oberbuxach. |
| Moospointweg        | Der Name geht auf den alten Flurnamen Moospoint für dieses Gelände zurück. Der Fußweg beginnt bei Oberbuxach und führt in nördlicher Richtung an den Westrand des Buxachtales und von dort bis zur Kirchstraße. Dieser Weg diente früher vor allen den Schülern des Pfarrdorfes als Schulweg. |
| Mörikestraße        | Benannt nach dem deutschen Dichter Eduard Mörike. Führt in der Buxacher Halde von der Talstraße ostwärts den Hang hinauf in einem leichten Bogen nach Süden. |
| Oberbuxach          | Führt von der Spittelmüllerstraße zu den Oberbuxach genannten Bauernhöfen und in südwestlicher Richtung weiter bis zum Westerharter Weg. |
| Spittelmüllerstraße | Führt von der Bodenseestraße beim Straßbauer nordwestwärts an der Spittelmühle, der ehemaligen Mühle des Unterhospitals vorbei und weiter bis zum Südwestende der Kirchstraße. |
| Städeleweg          | Stichstraße von der Talstraße nach Osten. Benannt nach dem Memminger Dichter und Hutmacher Christoph Städele. |
| Talstraße           | Führt von der Bodenseestraße unterhalb des östlichen Talhanges das Buxachtal entlang bis zur Gemeinde Buxheim. |
| Überm Wehr          | Führt vom Mühlweg bei der Buxachbrücke südwestlich zur Straße am Teichgarten. |
| Uhlandweg           | Als Stichstraße von der Mörikestraße nach Norden. Benannt nach dem schwäbischen Dichter Ludwig Uhland. |
| Westerharter Weg    | Führt vom Südwestende der Kirchstraße in südwestlicher Richtung nach Westerhart. |

## Dickenreishausen
| Straßenname               | Namensbeschreibung |
| ------------------------- | --- |
| Am Badhaus                | Hier stand das ehemalige Dorfbadehaus von Dickenreishausen. |
| Am Bähnle                 | Standort des ehemaligen Bahnhofes Dickenreishausen, wurde nach 1976 abgebrochen. |
| Am Kohlplatz              | Verbindungsweg von der Schreinergasse nach Nordwesten zum Volkratshofer Weg. Ehemals Kohlenlagerplatz der Gemeinde Dickenreishausen.                                                                                                  |
| Am Mühlweiher             | Benannt nach dem ehemaligen Mühlweiher. |
| Am Pfarrweiher            | Benannt nach dem ehemaligen Pfarrweiher. |
| Am Weidenbühl             | Benannt nach einem alten Flurnamen. |
| Am Zehntstadel            | Benannt nach dem ehemaligen Zehntstadel des Memminger Unterhospitals. |
| Am Ziegelstadel           | Hier stand früher die dörfliche Ziegelei. |
| An der Hofet              | Volkssprachlicher Gebrauch des Wortes „Hofstatt“ für den Dorfmittelpunkt. |
| Beim Sammesbauer          | Verbindet die Straße „Beim Zehenstadel“ mit der Kronburger Straße. Benannt nach dem alten Hofnamen. |
| Dickenreishauser Einöde   | Sammelbegriff der vereinödeten Höfe. |
| Dickenreishauser Stadtweg | Alter Hauptverbindungsweg vom Dorf in die Stadt. |
| Herdstraße                | Südliche Fortsetzung der Wangerstraße. Alter dörflicher Sprachgebrauch für Viehtriebweg. |
| Hinter den Gärten         | Alter dörflicher Flurname. |
| Hochholzstraße            | Diese Benennung bezieht sich auf den Hochwald an der Buxachbrücke nördlich von Dickenreishausen. |
| Jörg-Trisch-Weg           | Stichweg vom Krettlerweg nach Osten. Benannt nach dem Müller Jörg Trisch, der 1515 die Mühle von Dickenreishausen an das Unterhospital der Stadt Memmingen verkauft hat. Seit damals ist das Unterhospital der alleinige Ortsherr.    |
| Krettlerweg               | Hausname, der sich vom Korbmacherhandwerk an diesem Weg herleitet. |
| Kronburger Straße         | Hauptverbindungsstraße nach Kronburg, zweigt von der Kreuzung Wanger-/Herdstraße nach Südwesten ab. |
| Küfergasse                | Verbindungsstraße vom Volkratshofer Weg und Hochholzstraße. Benannt nach dem Küferhandwerk, das an dieser Gasse beheimatet war. |
| Oberdorfstraße            | Alter dörflicher Sprachgebrauch für den oberen Dorfteil. |
| Oberer Prielweg           | Alter dörflicher Flurname, der auf ein Feuchtgebiet hindeutet. |
| Schneiderhansenweg        | Alter Flurname der Gemeinde. |
| Schreinergasse            | Verbindet die Unterdorfstraße mit der Straße Am Zehntstadel. Nach einem alten dörflichen Hausnamen in diesem Bereich. |
| St.-Agatha-Weg            | Verbindet die Unterdorfstraße mit der Straße „Am Mühlweiher“. Benannt nach der Dorfkirche St. Agatha. |
| Tannenmähderweg           | Stichstraße von der Straße Am Kohlplatz nach Südwesten, alter gemeindlicher Flurname. |
| Unterdorfstraße           | Nördliche Hauptstraße des Stadtteils, alter gemeindlicher Straßenname. |
| Unterer Prielweg          | Verbindet die Unterdorfstraße mit dem Dickenreishauser Stadtweg. Priel steht für feuchten Boden. |
| Volkratshofer Weg         | Führt von der Hochholzstraße Richtung Westen als erste Ortsverbindungsstraße nach Volkratshofen. |
| Wangerstraße              | Verbindet die Oberdorf- mit der Unterdorfstraße am westlichen Ende beider Straßen. Alter dörflicher Name nach dem Handwerk des Wagners.                                                                                               |
| Wildbergweg               | Benannt nach der Edelfrau Emma von Wildberg, die 1126 dem Kloster Rot a.d.Rot Güter in (Dickenreis-)Hausen vermachte. Erste Nennung des Ortsnamens. Erschließt den Bereich zwischen der Straße Beim Sammesbauer und der Wangerstraße. |

## Eisenburg
| Straßenname           | Namensbeschreibung |
| --------------------- | --- |
| Am Forsthaus          | Benannt nach dem ehemaligen Forsthaus an dieser Straße. |
| Am Schlosshang        | Benannt nach dem Schlosshang, heute ein Wohngebiet unterhalb des Schlosses. |
| Am Schmidleberg       | Benannt nach einem alten Flurnamen für dieses Gebiet. |
| Amendinger Straße     | Ortsstraße von Eisenburg in Richtung Amendingen. |
| An der Bahn           | Weg in Richtung des ehemaligen Bahnhofes des Dorfes Eisenburg. |
| Beim Schacher         | Innere Erschließungsstraße von „Vor dem Stockfeld“. Benannt nach einem dort vorkommenden historischen Flurnamen.                                                                                     |
| Bergstraße            | Steilstück der Eisenburger Ortsstraße, führt den Schlossberg hinauf. |
| Bleiche               | Kleiner Weiler westlich von Eisenburg, ehemalige Leinwandbleiche. |
| Feilitzschstraße      | Benannt nach der Augsburger Patrizierfamilie Feilitzsch, welche kurzzeitig Besitzer des Schlosses war.                                                                                               |
| Glaserwinkel          | Straße im Neubaugebiet „Schloßbauernfeldweg Ost“. Benannt nach einem alten Flurnamen für dieses Gebiet.                                                                                              |
| Hofgutstraße          | Nach dem alten Hofnamen „Maxel's Hofgut“. Der Hofname leitet vom Hofinhaber Maximilian Mayer her, der 1709 den Hof besaß.                                                                            |
| Hoher Weg             | Benannt nach einem alten Weg- und Flurnamen. |
| Im Schlosspark        | Benannt nach dem früheren Schlosspark, der sich dort befand. |
| Mahdstraße            | Benannt nach einem alten Flurnamen für dieses Gebiet. |
| Neubronner Weg        | Nordöstliche Stichstraße von der Sättelinstraße. Benannt nach der Ulmer Patrizierfamilie Neubronner, die Besitzer der Herrschaft Eisenburg war.                                                      |
| Pflummernstraße       | Erschließungsstraße in der Siedlung unterhalb des Schlosses. Benannt nach der Ulmer Patrizierfamilie von Pflummern, zeitweilige Besitzer des Schlosses.                                              |
| Sättelinstraße        | Straße in der Siedlung unterhalb des Schlosses. Benannt nach der Memminger Patrizierfamilie der Sättelin. Sie waren Nachfolger derer von Eisenburg und hatten die Herrschaft von 1455 bis 1580 inne. |
| Schloßbauernweg       | Benannt nach dem alten Wegnamen Schloßbauernfeldweg an gleicher Stelle. |
| Schlossweg            | Weg zum Schloss. |
| Schnaidweg            | Benannt nach einem alten Flurnamen für dieses Gebiet. |
| Söldnerweg            | Benannt nach einem alten Wegnamen. |
| Südweststraße         | Erschließungsstraße an der Straße Am Schmiedleberg. |
| Trunkelsberger Straße | Verbindet Eisenburg mit Trunkelsberg. |
| Unterhart             | Nördliche Verbindungsstraße von der Bergstraße in Richtung des Weiler Unterhart. |
| Vor dem Stockfeld     | Benannt nach einem alten Flurnamen für dieses Gebiet. |
| Zur Roßweide          | Südliche und westliche Stichstraße von der Amendinger Straße. Alter gemeindlicher Flurname. |

## Ferthofen
| Straßenname           | Namensbeschreibung                                                                                                  |
| --------------------- | --- |
| Aitracher Straße      | Benannt nach der westlichen Nachbargemeinde über der Iller, Aitrach.                                                |
| Diepolderstraße       | Benannt nach Bartholomäus Diepolder, erster urkundlich genannter Bürger von Ferthofen aus dem Jahre 1551.           |
| Eitel-Friedrich-Weg   | Benannt nach Eitel Friedrich von Lupin, Kanzleidirektor der Reichsstadt Memmingen, Erbauer des Schlosses Illerfeld. |
| Ferthofer Hauptstraße | Die Bundesstraße im Ortsbereich des Ortsteiles Ferthofen.                                                           |
| Flösserstraße         | Das Flößerhandwerk an der Iller hatte in Ferthofen jahrhundertealte Tradition.                                      |

## Hart
| Straßenname       | Namensbeschreibung |
| ----------------- | --- |
| Alter Postweg     | Der Alte Postweg führt vom tiefen Einschnitt unter der Flachwegbrücke südwestwärts ins Buxachtal hinunter, überschreitet den Haldenweg und zieht quer durch das Tal und durch Hart in Richtung Priemen nach Südwesten. Benannt nach der ehemaligen Poststraße Memmingen – Lindau. |
| Am Hohlweg        | Er geht vom Alten Postweg am südwestlichen Talhang in Südrichtung durch einen Hohlweg hinaus zur Straße Hart. |
| Auf den Wiesen    | Nach einem alten Flurnamen benannt. Der Weg zieht am westlichen Talhang in einem Haken vom Alten Postweg nach Süden zur Straße Am Hohlweg nach Südwesten. |
| Haldenweg         | Führt vom Südende der Talstraße von der Bodenseestraße südostwärts unterhalb des Hanges bis zum Südwestende der Stadtweiherstraße. |
| Hart              | Führt von der Bodenseestraße beim Straßbauer in süd-südöstlicher Richtung durch den geschlossenen Weiler Hart bis zur Straßenabzweigung am Südende der bebauten Straße. |
| Hinter dem Ammann | Südliche Stichstraße, parallel zur Straße „Auf den Wiesen“. Benannt nach dem ältesten Harter Hof mit der Bezeichnung „Ammann“, der westlich der Straße liegt. |
| Hitzenhofer Weg   | Führt in der Ortsmitte von Hart nach Süden und später nach Südwesten ab in Richtung nach Hitzenhofen. |
| Zur Breitenlohe   | Stichstraße von der Straße Hart nach Westen, alter gemeindlicher Flurname. |

## Steinheim
| Straßenname               | Namensbeschreibung |
| ------------------------- | --- |
| Achstraße                 | Benannt nach der Memminger Ach. |
| Am Fährsteig              | Benannt nach einem alten Flurnamen, der an den ehemaligen Weg zur Illerfähre an der Aumühle erinnert. |
| Am Lämmersteig            | Alter Flurname, der an den Triebweg der dörflichen Schafherde erinnert. |
| Am Wallersteig            | Benannt nach einem alten Flurnamen für den Wallfahrtsweg nach Buxheim. |
| Am Wiesenrain             | Benannt nach einem Flurnamen für dieses Gebiet. |
| Am Zollsteig              | Alter Flurname für den Weg des reichsstädtischen Zolleinnehmers zur Illerbrücke nach Egelsee. |
| Amselstraße               | Benannt nach der Vogelart Amsel. |
| Anwandweg                 | Benannt nach dem ehemaligen Anwandhof. |
| Aumühlweg                 | Benannt nach der ehemaligen Aumühle. |
| Egelseer Straße           | Benannt nach dem Stadtteil Egelsee, welcher am Ende der Straße liegt. |
| Eglofferweg               | Der Steinheimer Bürger Konrad der Egloffer, erste bürgerliche Namensnennung in Steinheim, kauft von der Reichsstadt Memmingen im Jahre 1337 einen Hof im Dorf, den sog. Burkhof.                                                            |
| Einöde                    | Sammelbegriff für die vereinödeten Höfe von Steinheim. |
| Ergartenweg               | Alter Flurname in Steinheim. |
| Falkenweg                 | Benannt nach der Vogelart der Falken. |
| Finkenstraße              | Benannt nach der Vogelart der Finken. |
| Fischerstraße             | Benannt nach den Fischern des Dorfes. |
| Frühlingstraße            | Benannt nach dem Frühling. |
| Gässele                   | Verniedlichung von Gasse. |
| Heimertinger Straße       | Nach Heimertingen führende Straße. |
| Heinzelmannstraße         | Benannt nach dem Pfarrer Euffo Heinzelmann. Dieser war um 1530 der erste evangelische Pfarrer in Steinheim. |
| Holderäcker               | Benannt nach einem alten Flurnamen für dieses Gebiet. Die Straße dient als Haupterschließungsstraße des Baugebietes „An der Heimertinger Straße“. Von ihr zweigen sieben nördliche und fünf südliche Stichstraßen als Erschließungswege ab. |
| Husarenstraße             | Benannt nach dem Volksstamm der Husaren. |
| Johann-Georg-Rabus-Straße | Benannt nach Johann Georg Rabus, dem Erbauer der Orgel in der Kirche. |
| Lerchenstraße             | Benannt nach der Vogelart der Lerchen. |
| Martinstraße              | Benannt nach dem Heiligen Martin, Kirchenpatron der Kirche in Steinheim. |
| Michael-Rehm-Straße       | Benannt nach Michael Rehm, der 1813 Pfarrer in Steinheim war und nach seiner Tochter Amalie Rehm (1815–1883), welche zweite Vorsteherin des Diakonissenhauses in Neuendettelsau war.                                                        |
| Molkereiweg               | Benannt nach der dort ansässigen Molkerei. |
| Oberer Buxheimer Weg      | Benannt nach einem alten Wegnamen. |
| Oberer Kirchweg           | An der Kirche vorbeiführende Straße. |
| Otto-Blum-Straße          | Benannt nach Otto Blum. |
| Poststraße                | Benannt nach einem alten Wegnamen. |
| Postweg                   | Benannt nach einem alten Wegnamen. |
| Quellenweg                | |
| Raiffeisenstraße          | Benannt nach Friedrich Wilhelm Raiffeisen und der von ihm gegründeten Genossenschaft. |
| Rotreiserstraße           | Benannt nach dem nahegelegenen Waldgebiet Rotreis. |
| Schleifweg                | Benannt nach dem früheren Wegnamen An den Schleifwegäckern. |
| Schulstraße               | Benannt nach der Steinheimer Schule. |
| Schulweg                  | Benannt nach der Steinheimer Schule. |
| Schützenstraße            | |
| Sonnenstraße              | |
| Steinerstraße             | Benannt nach dem Memminger Baumeister Heinrich Steiner, der die Steinheimer Kirche neu errichtet hat. |
| Steinheimer Stadtweg      | Benannt nach der alten Ortsverbindung nach Memmingen. |
| Tannenwiesen              | Nordwestliche Erschließungsstraße des Baugebietes zwischen der Straße Am Wiesenrain und Heimertinger Straße. Benannt nach einem alten Flurnamen, der sich aus den dort vorkommenden Tannenbeständen herleitete.                             |
| Unterer Buxheimer Weg     | Benannt nach einem alten Wegnamen. |
| Unterer Kirchweg          | An der Kirche vorbeiführende Straße. |
| Widenmayerstraße          | Benannt nach Johann Ritter von Widenmayer, deutscher Jurist und von 1888 bis 1893 Erster Bürgermeister von München. Von Widenmayer waren ein altes Steinheimer Bauerngeschlecht.                                                            |
| Wittmannstraße            | Benannt nach dem Pfarrer Wittmann, der von 1950 bis 1955 in Steinheim tätig war. |
| Zieglerberg               | An der östlichen Hangkante des Memminger Trockentales. Benannt nach der alten Ziegelbrennerei. |

## Volkratshofen
| Straßenname       | Namensbeschreibung |
| ----------------- | --- |
| Am Milchberg      | Alter dörflicher Flurname. |
| An der Schule     | Zweigt von der Straße „Im Unterdorf“ westlich parallel zur Straße „Am Milchberg“ nach Süden zur Schule, nach der die Straße benannt ist, ab.                                                                     |
| Äußerer Gewandweg | Der Weg führt in das Flurgebiet „Äußere Gewänder“. |
| Bergmüllerweg     | Verlängerung des Bruno-Schmidt-Weges, benannt nach dem Bergmüller. |
| Brunnen           | Bezeichnung für den zu Volkratshofen gehörenden Weiler Brunnen. |
| Brunner Straße    | Verbindet das Pfarrdorf Volkratshofen mit dem Ortsteil Brunnen. |
| Bruno-Schmidt-Weg | Stichstraße parallel zur Hauptstraße, von der Straße „Unter den Halden“ nach Norden und Süden abgehend. Benannt nach dem Lehrer Bruno Schmidt, der von 1939 bis 1971 in Volkratshofen wirkte.                    |
| Gustav-Kramer-Weg | Stichstraße parallel zur Straße „Am Milchberg“ nach Süden von der Straße „Unter den Halden“ abgehend. Benannt nach Gustav Kramer, von 1939 bis 1971 der letzte evangelisch-lutherische Pfarrer in Volkratshofen. |
| Hans-Zundtner-Weg | Stichstraße, nördlich und südlich von der Straße „Unter den Halden“ abgehend. Benannt nach dem Magister Hans Zundtner, von 1543 bis 1581 erster evangelisch-lutherischer Pfarrer in Volkratshofen.               |
| Hitzenhofen       | Einzige Straße des Ortsteils Hitzenhofen südlich von Volkratshofen. |
| Illerfeld         | Einzige Straße des Ortsteils Illerfeld von Volkratshofen. |
| Illerfelder Weg   | Seitenstraße der St 2009 zum Ortsteil Illerfeld. |
| Im Oberdorf       | |
| Im Unterdorf      | |
| Oswaltstraße      | Seitenstraße der St 2009 zum Illerfelder Weg. |
| Mozenweg          | |
| Priemer Straße    | führt zum Ortsteil Priemen und weiter nach Hitzenhofen. |
| Salemer Weg       | |
| Siedlungsweg      | erschließt sechs Straßenblocks der Siedlung nördlich des Illerfelder Wegs |
| Schorenweg        | |
| Unter der Halden  | |
| Wilhalmstraße     | |
| Zum Birket        | |